# 拉維加 (昆迪納馬卡省)

拉維加（西班牙語：La Vega），是哥倫比亞的城鎮，位於該國中部昆迪納馬卡省，距離首都波哥大54公里，面積155平方公里，海拔高度1,230米，始建於1605年6月12日，2005年人口12,993。
5°01′20″N 74°20′34″W / 5.02222°N 74.3428°W